# Filip Blašković
Filip Blašković (Slavonski Brod, 5. srpnja 1945.), bivši je hrvatski nogometaš.

## Klupska karijera

### BSK(Marsonia)
Igrač Marsonije, tadašnjeg BSK-a. Za BSK igrao do 1965. godine kada prelazi u Dinamo. Karijeru završava u BSK-u, u klubu u kojem je ponikao. 

### Dinamo Zagreb
Bio je igračem slavne Dinamove momčadi koja je 6. rujna 1967. godine u završnici Kupa velesajamskih gradova pobijedila Leeds United: Slaven Zambata, Zlatko Škorić, Branko Gračanin, Filip Blašković, Rudolf Belin, Denijal Pirić, Krasnodar Rora, Marijan Čerček, Marijan Brnčić, Mladen Ramljak, Josip Gucmirtl, Stjepan Lamza, treneri Branko Zebec i Ivica Horvat.
S Dinamom je osvojio Kup maršala Tita 1968./69. te Kup velesajamskih gradova 1966./67.. Za Dinamo je sveukupno odigrao 490 utakmica i postigao 5 pogodaka. 

### Toronto Croatia
Nakon zagrebačkoga Dinama još je igrao u Kanadi za Croatiju iz Toronta, zajedno s portugalskom legendom svjetskog nogometa Eusébiom. S Toronto Metrosima osvojio je Soccer Bowl 1976. godine.

## Reprezentativna karijera
Za jugoslavensku reprezentaciju zaigrao je jednom. To je bilo na utakmici 24. rujna 1969. godine protiv SSSR-a u Beogradu.

## Priznanja

### Klupska
Dinamo Zagreb
- Kup velesajamskih gradova (1): 1966./67.
- Kup maršala Tita (1): 1968./69.

Toronto Croatia
- Soccer Bowl (1): 1976.

## Vanjske poveznice
- Nogometni leksikon: Blašković, Filip